# Steve Wallach

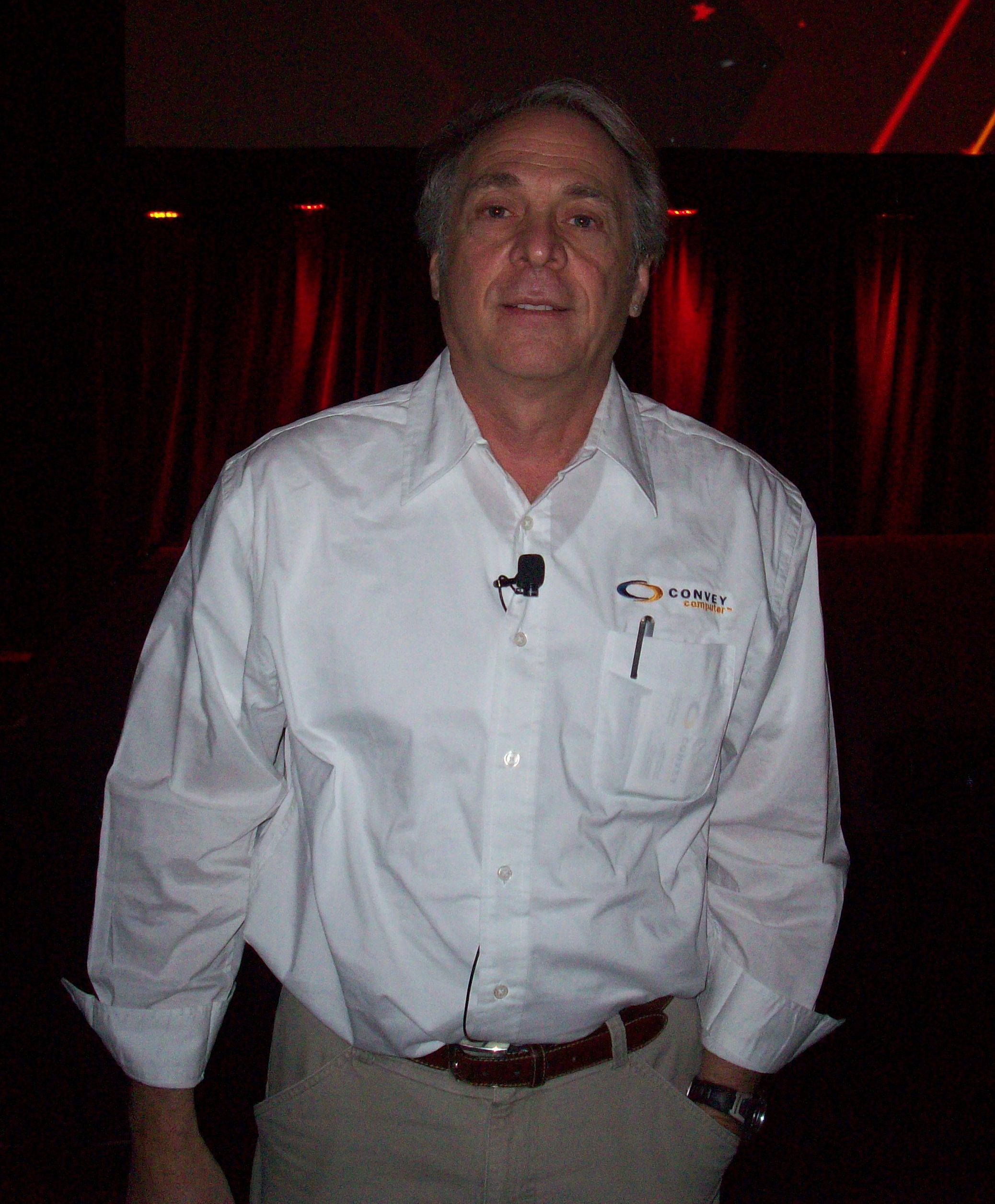
Steve Wallach (2008)

Steve Wallach (* September 1945 in Brooklyn, New York) ist ein US-amerikanischer Computer-Architekt.
Wallach studierte Elektrotechnik an der Brooklyn Polytechnic University und an der University of Pennsylvania (Master-Abschluss in Elektrotechnik). Außerdem erwarb er einen Master in Betriebswirtschaft (MBA) von der Boston University.
In den 1970er Jahren war er bei Data General, wo er der Entwicklung des Eclipse MV/8000 Minicomputers beteiligt war, der 1980 auf den Markt kam und die Firma gegen die harte Konkurrenz von DEC behaupten sollte. Er war Manager des Bereichs Advanced Development bei Data General. Die Entwicklung wird in dem Buch von Tracy Kidder The soul of a new machine, das den Pulitzer-Preis gewann, beschrieben.
1982 gründete er mit Bob Paluck Convex Computer in Richardson, die eine Reihe von Supercomputern (ähnlich den Vektorprozessor-Computern von Cray Research, nur billiger) bauten. 1995 wurde die Firma von Hewlett-Packard übernommen (deren RISC-Prozessoren sie in ihren späteren Computern schon verwendet hatten). Wallach war deren Chief Technology Officer (CTO) und nach Übernahme durch Hewlett Packard CTO der Large Systems Group von HP.
Später hatte er verschiedene beratende Funktionen (unter anderem des Advanced Scientific Computing Programs der DOE am Los Alamos National Laboratory und verschiedene Venture Capital Firmen). 2008 war er an der Gründung von Convey Computers beteiligt, einer Firma zum Bau flexibler Supercomputer auf Basis von FPGAs.
1998/99 war er Gastprofessor an der Rice University. 2008 erhielt er den Seymour Cray Award. Er ist IEEE Fellow und Fellow der National Academy of Engineering.